# Statue de Lamoral d'Egmont
La statue de Lamoral d'Egmont est une sculpture située sur la place du Marché (nl) de la ville belge de Zottegem.
Conçue en 1818 par Jean-Robert Calloigne en l'honneur du comte d'Egmont, exécuté en 1568 à Bruxelles, au début de l'insurrection des Pays-Bas contre Philippe II, elle a été inaugurée en 1872.  
Il en existe deux copies : une à Zottegem, réalisée en 1968 ; l'autre à Egmond, village d'origine de la famille d'Egmont, situé dans la commune de Bergen aux Pays-Bas (1997).
La ville de Zottegem héberge aussi le château d'Egmont et le parc d'Egmont (restes d'un domaine acquis par la famille d'Egmont vers 1530), la crypte d'Egmont et le musée d'Egmont.

## Contexte

### Lamoral d'Egmont
Lamoral d'Egmont (1522-1568) est un officier et haut dignitaire des Pays-Bas des Habsbourg sous le règne de Charles Quint (de 1515 à 1556) et au début du règne de son fils Philippe II (de 1556 à 1598), qui sont à la fois souverains des Pays-Bas et rois de Castille et d'Aragon. 
Dans les années 1560, Egmont est membre du Conseil d'État des Pays-Bas, où avec Guillaume d'Orange et Philippe de Hornes, il représente la noblesse néerlandaise hostile à la politique de centralisation et à la politique religieuse de Philippe II. 
Après la révolte des Gueux (1566) et la furie iconoclaste (1566-1567), auxquelles les trois hommes n'ont pris aucune part, Guillaume d'Orange décide de s'exiler (avril 1567) alors qu'Egmont et Hornes restent à Bruxelles. Bien que le calme soit revenu, Philippe II décide de prolonger la répression en envoyant aux Pays-Bas le duc d'Albe avec des troupes espagnoles. Albe arrive le 23 août à Bruxelles ; Egmont et Hornes sont arrêtés le 9 septembre, jugés et condamnés à mort pour « haute trahison ». 
Au printemps 1568, Guillaume d'Orange lance une offensive contre l'armée du duc d'Albe. Il remporte la bataille de Heiligerlee (23 mai). Egmont et Hornes sont exécutés le 5 juin par décapitation.  
Dans la guerre de Quatre-Vingts Ans qui commence, le rôle de chef militaire et politique est reconnu à Guillaume d'Orange (« le Taciturne »), mais l'exécution des comtes d'Egmont et de Hornes, connue dans toute l'Europe, devient par la suite un symbole de l'oppression arbitraire de Philippe II sur les Pays-Bas, particulièrement celle d'Egmont en raison de la pièce écrite par Goethe à son sujet.

### La famille d'Egmont à Zottegem (1530-1707)
La seigneurie flamande de Zottegem, dont le château remonte au XIIe siècle, passe aux mains de la famille d'Egmont vers 1530, lorsque son détenteur, Jacques III de Luxembourg, étant mort sans enfant, sa sœur Françoise (?-1557), veuve de Jean IV d'Egmont (1499-1528), en hérite. 
Elle transforme le château fort existant en une résidence de plaisance, qui devient la résidence de campagne de la famille, à côté de son palais de Bruxelles, capitale des Pays-Bas des Habsbourg. Lamoral en hérite à la mort de sa mère.
Le domaine, confisqué en 1568, est restitué dès les années 1570 à la veuve de Lamoral, Sabine, et la famille le conserve jusqu'en 1707, dans un comté de Flandre devenu province des Pays-Bas espagnols. En 1707, Marie-Claire d'Egmont, descendante de Lamoral et héritière, épouse un noble napolitain, Nicolas Pignatelli. Les Pignatelli continuent de porter le titre de comte d'Egmont, notamment Casimir Pignatelli d'Egmont (1727-1801).

## Historique
En 1814, le conseil communal de Zottegem lance une campagne pour ériger une statue d'Egmont sur la place du Marché (nl) . Au Salon de la Société Royale des Beaux-Arts et de Littérature de Gand de 1820, le sculpteur Jean-Robert Calloigne expose un modèle en plâtre pour la statue d'Egmont. Le prince Guillaume (qui deviendra plus tard le roi Guillaume II des Pays-Bas) achète une statue de bronze réduite basée sur ce modèle pour sa collection d'art. En 1824, le piédestal de la statue est déjà érigé. En 1835, la Chambre de rhétorique de Zottegem De Suyghelingen van Polus organise un concours de poésie sur le thème de « La mort d'Egmont », lors duquel le lauréat Prudens van Duyse lança un appel émouvant à ériger une statue.
Lors de l'inauguration de la crypte d'Egmont en 1857, le fils du maire Eugène Van Damme et Prudens van Duyse lancent un autre appel. En 1862, un comité de protection est créé et la ville peut acquérir le modèle en plâtre de Calloigne. Entre-temps, en 1864, une statue à Egmont et Horne (par Charles-Auguste Fraikin ) est érigée sur la Grand-Place de Bruxelles (elle sera ensuite déplacée au Petit Sablon). En raison des querelles politiques à Zottegem, il faudra attendre 1872 pour que des subventions soient accordées et que la statue d'Egmont soit coulée en fonte par Edmond Zégut aux Usines de Tusey (dans le département de la Meuse).
La statue est inaugurée le 14 avril 1872 sur la place du Marché. Le piédestal indique : Lamoraal Graaf van Egmont, Heere van Sottegem, Prins van Gaver, Gouverneur van Vlaanderen en van Artesië, overwinnaar te Sint-Quintin 1557 en te Grevelingen 1558, onthoofd te Brussel den 5 juni 1568.
Traduction : Lamoraal comte d'Egmont, seigneur de Sottegem, prince de Gavre, gouverneur de Flandre et d'Artois, vainqueur à Saint-Quentin (1557) et à Gravelines (1558), décapité à Bruxelles le 5 juin 1568.

## Copie en bronze
Parce que la statue en fonte de la place du Marché était considérée comme complètement rouillée, elle a été remplacée par une copie en bronze de la Compagnie des Bronzes d'Art bruxelloise, coulée le 31 janvier 1968 en vue de l'« Année Egmont » . Le 9 juin 1968, la statue de bronze est solennellement dévoilée. 
L'ancienne statue en fonte s'est avérée réparable et a déménagé dans le parc d'Egmont (nl), devant le château d'Egmont.

## Copie à Egmond (Pays-Bas)
Dans les années 1990, l'idée est née d'ériger également une statue pour Egmont à Egmond aan den Hoef, aux Pays-Bas. En 1997, le fondeur de bronze Dirk De Groeve de Hansbeke a réalisé une copie en bronze de la statue de Zottegem. Cette copie a été placée sur les douves de l'ancien château d'Egmond (nl) à Egmond aan den Hoef. La statue a été solennellement inaugurée le 11 octobre 1997 par Josep Pons, ambassadeur d'Espagne aux Pays-Bas. Le piédestal se lit comme suit : Lamoraal Graaf van Egmont 1522-1568, bedijker van de Egmondermeer 1565 (Traduction : Lamoral comte d'Egmont 1522-1568, créateur de la digue d'Egmondermeer (nl) en 1565).
La Stichting Standbeeld Lamoraal van Egmont a offert à la ville de Zottegem un moulage du gant de la statue en signe de gratitude, car il en manquait un sur celle de la place du Marché de Zottegem.

## Galerie

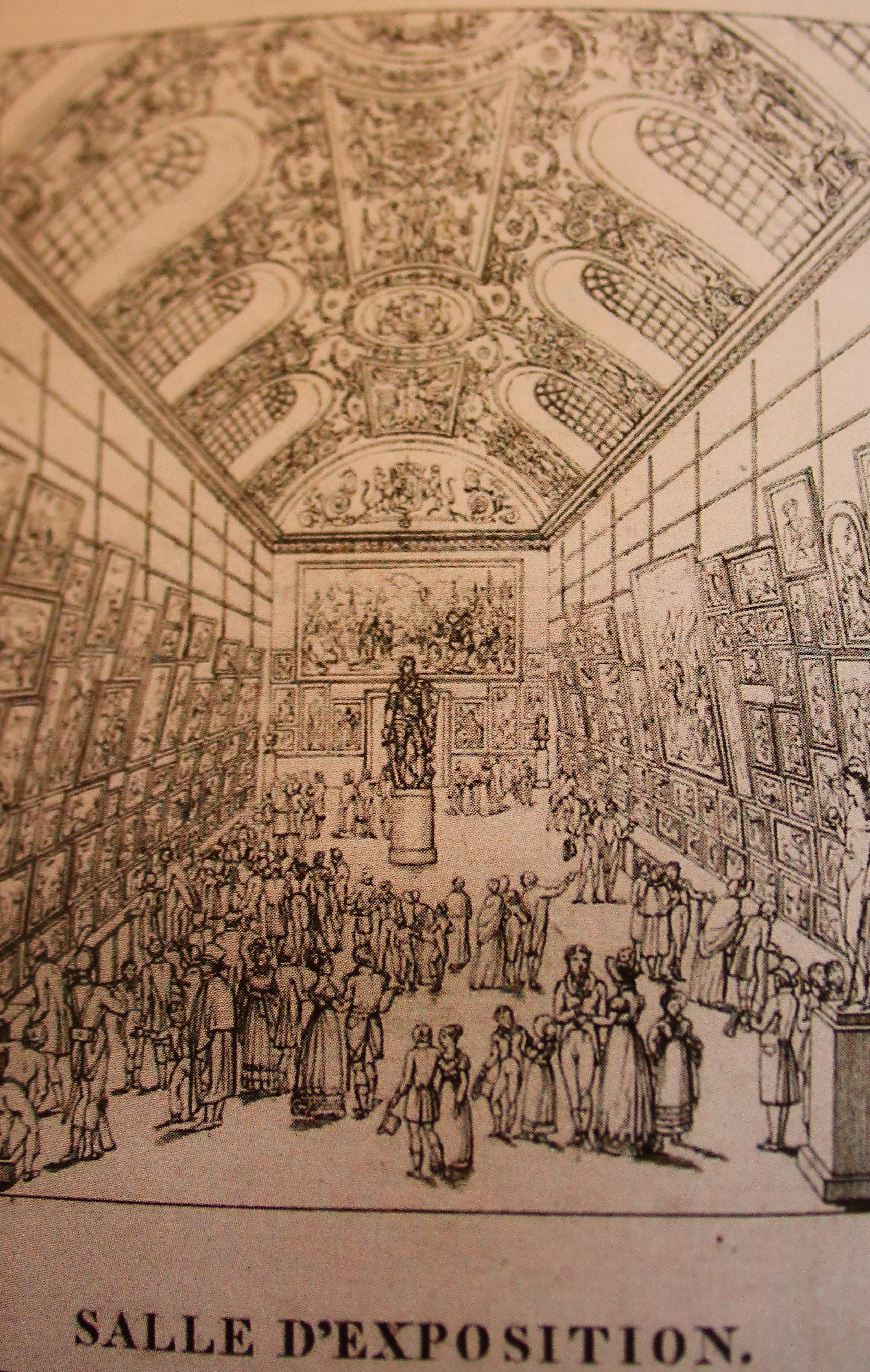
Statue de Calloigne au Salon de Gand en 1820
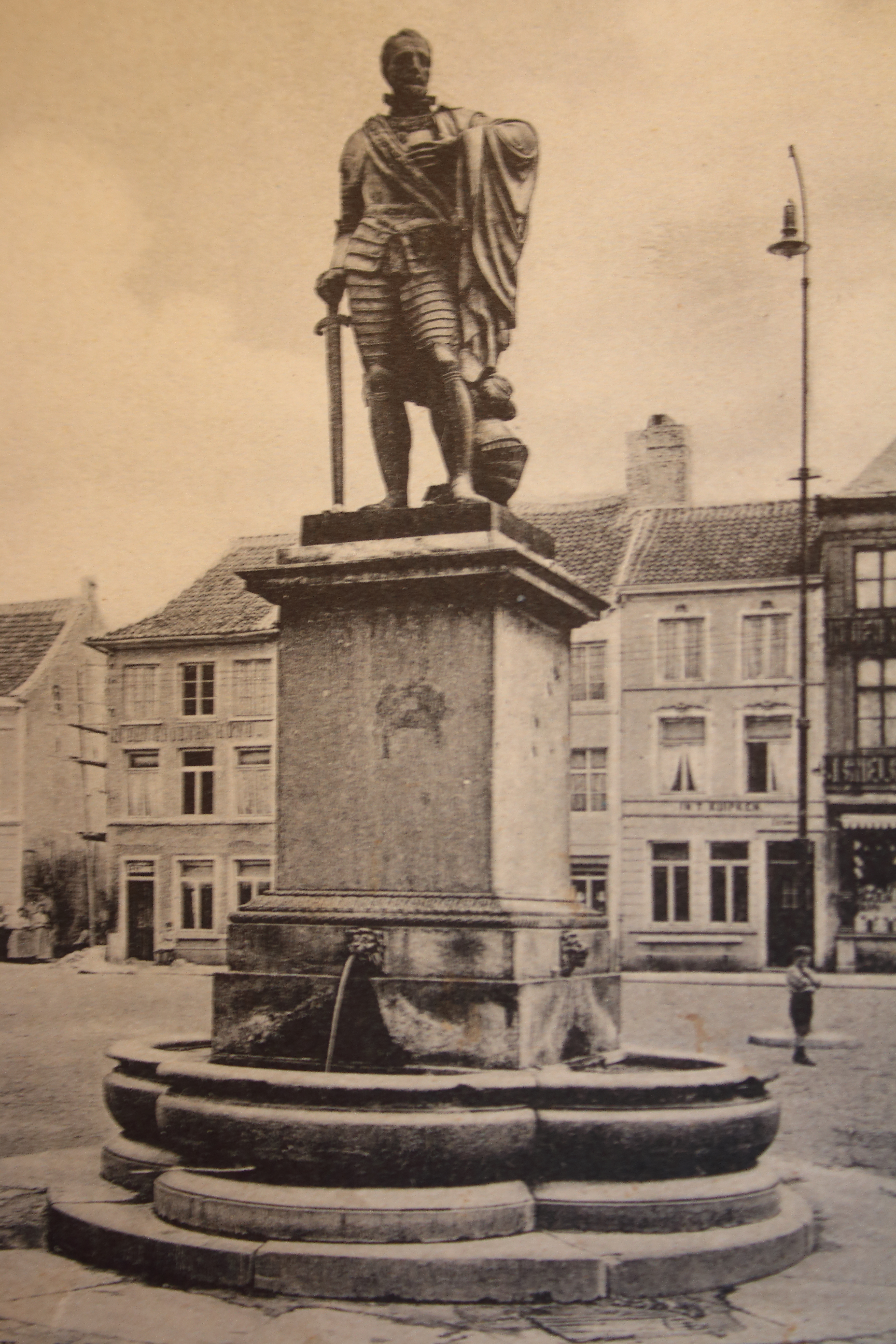
Statue d'Egmont sur le Markt à Zottegem (carte postale ancienne)
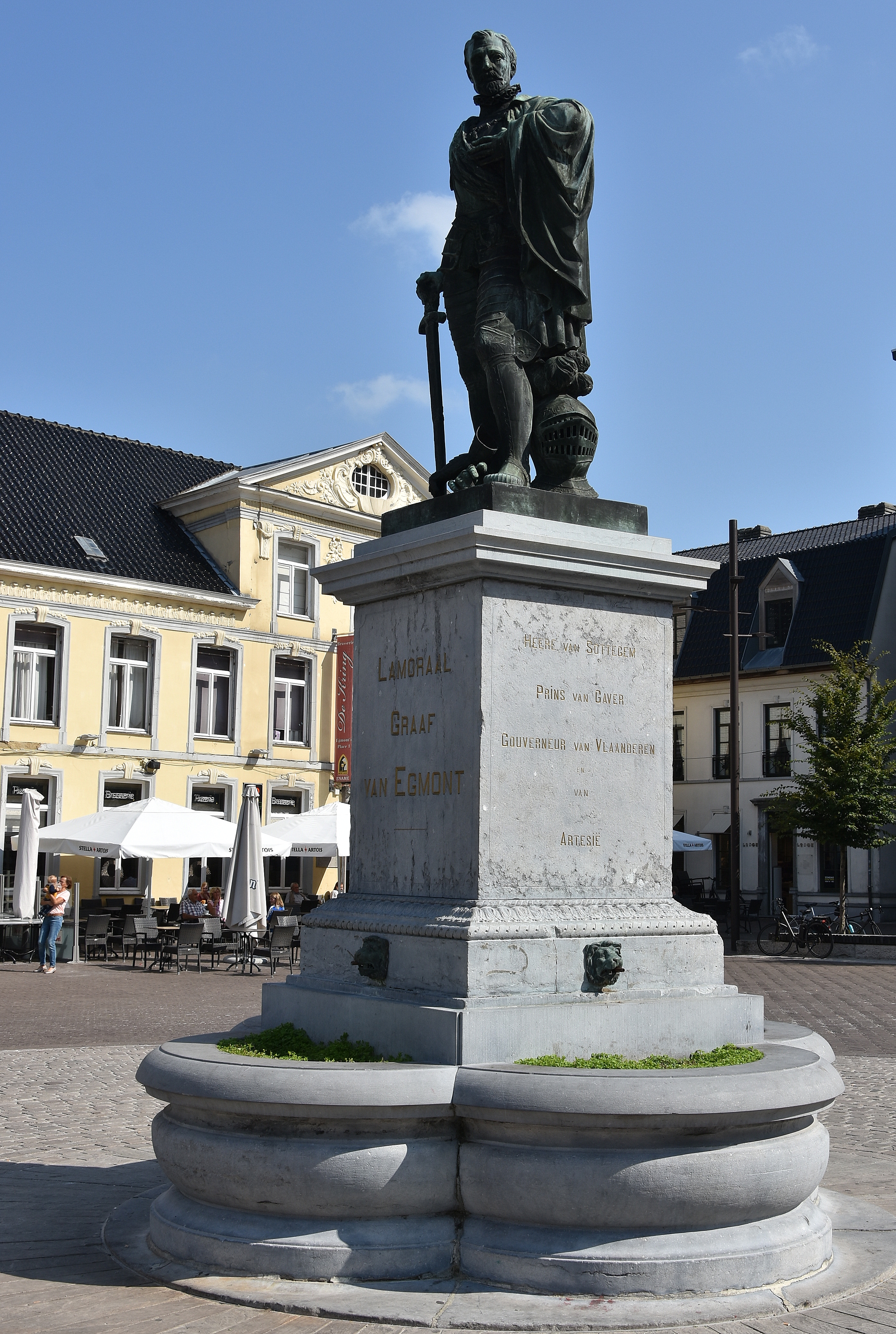
Statue d'Egmont sur le Markt à Zottegem (bronze)
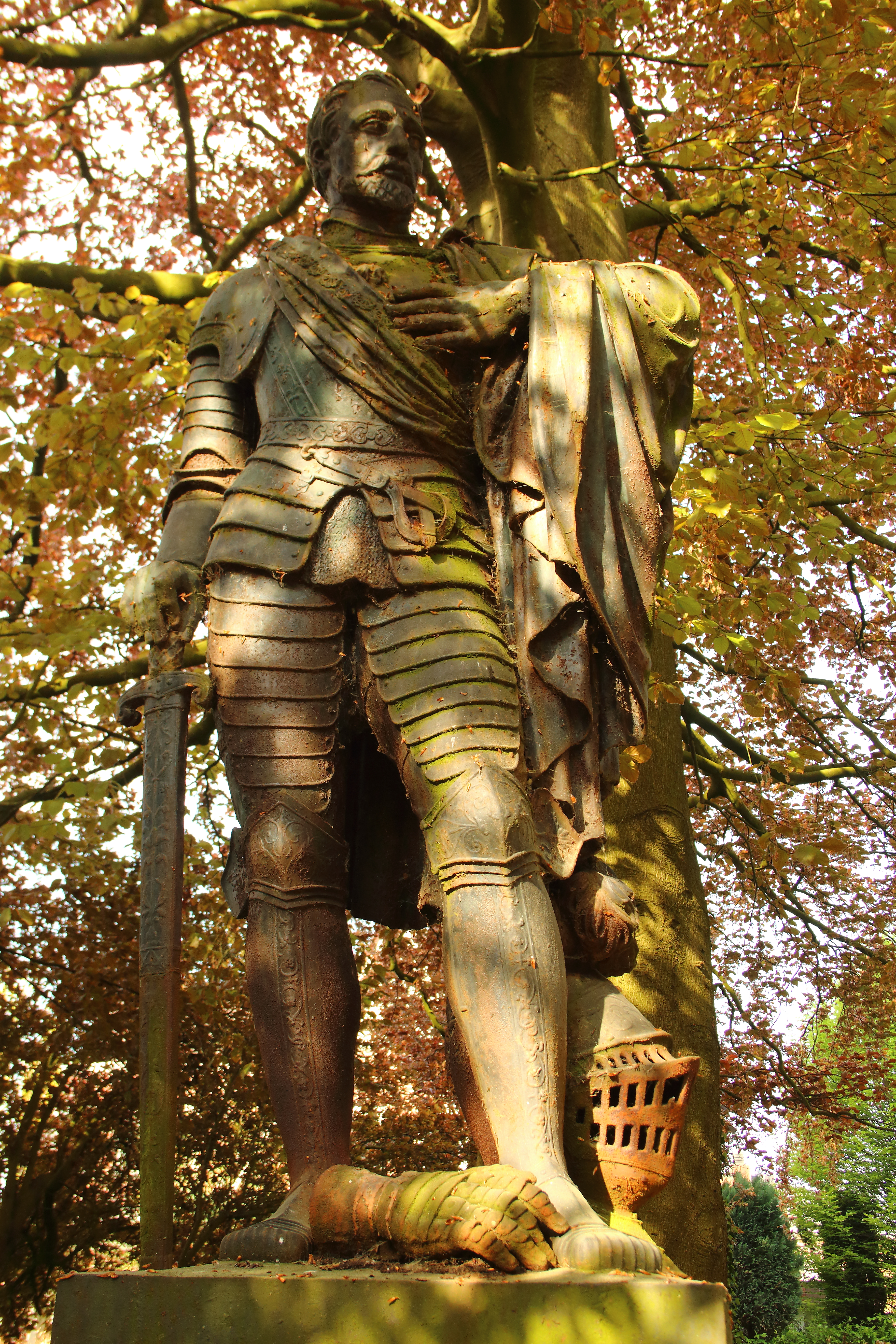
Statue d'Egmont dans le parc d'Egmont devant le château d'Egmont à Zottegem (fonte)
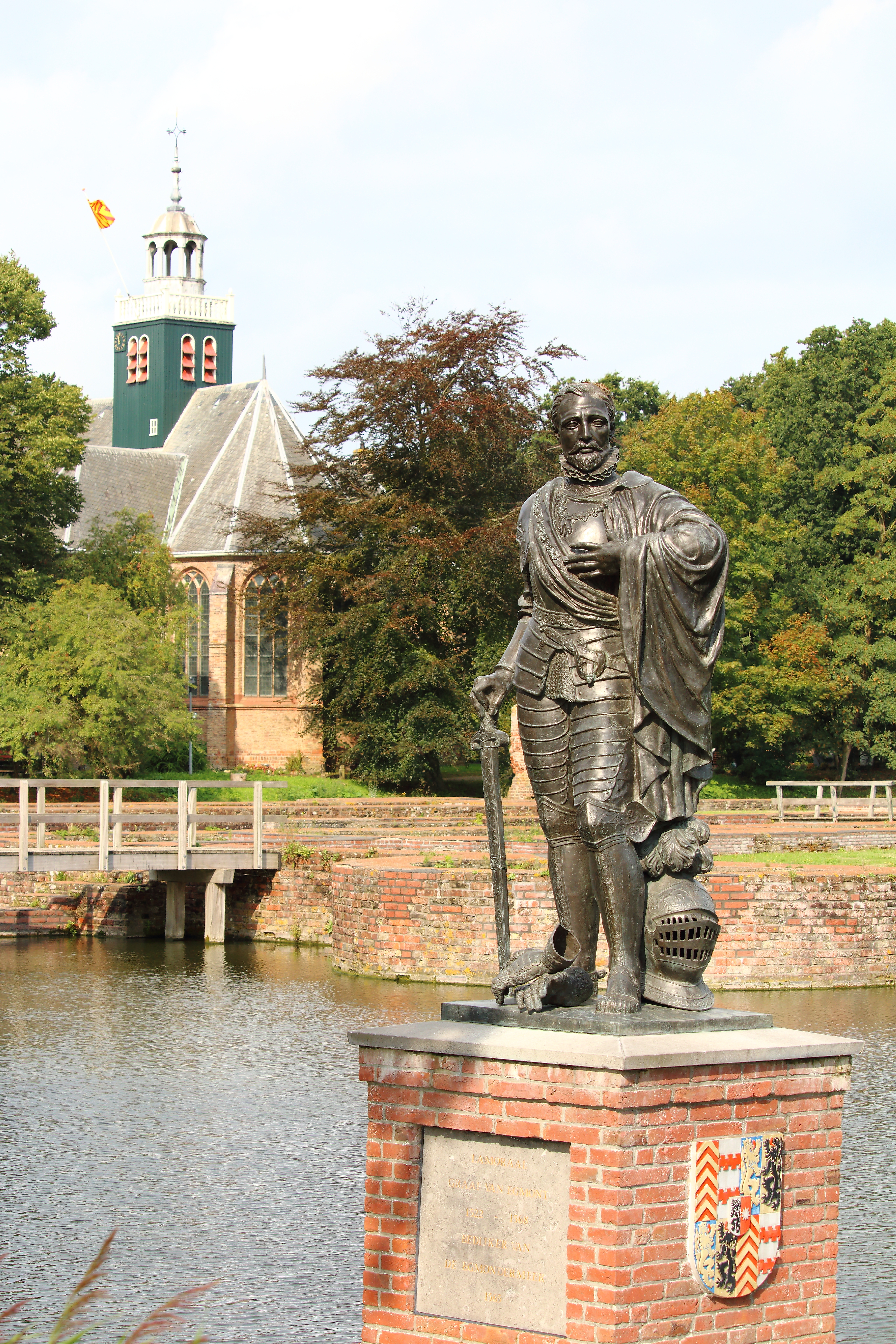
Statue d'Egmont dans les douves du château d'Egmond à Egmond aan den Hoef (bronze)
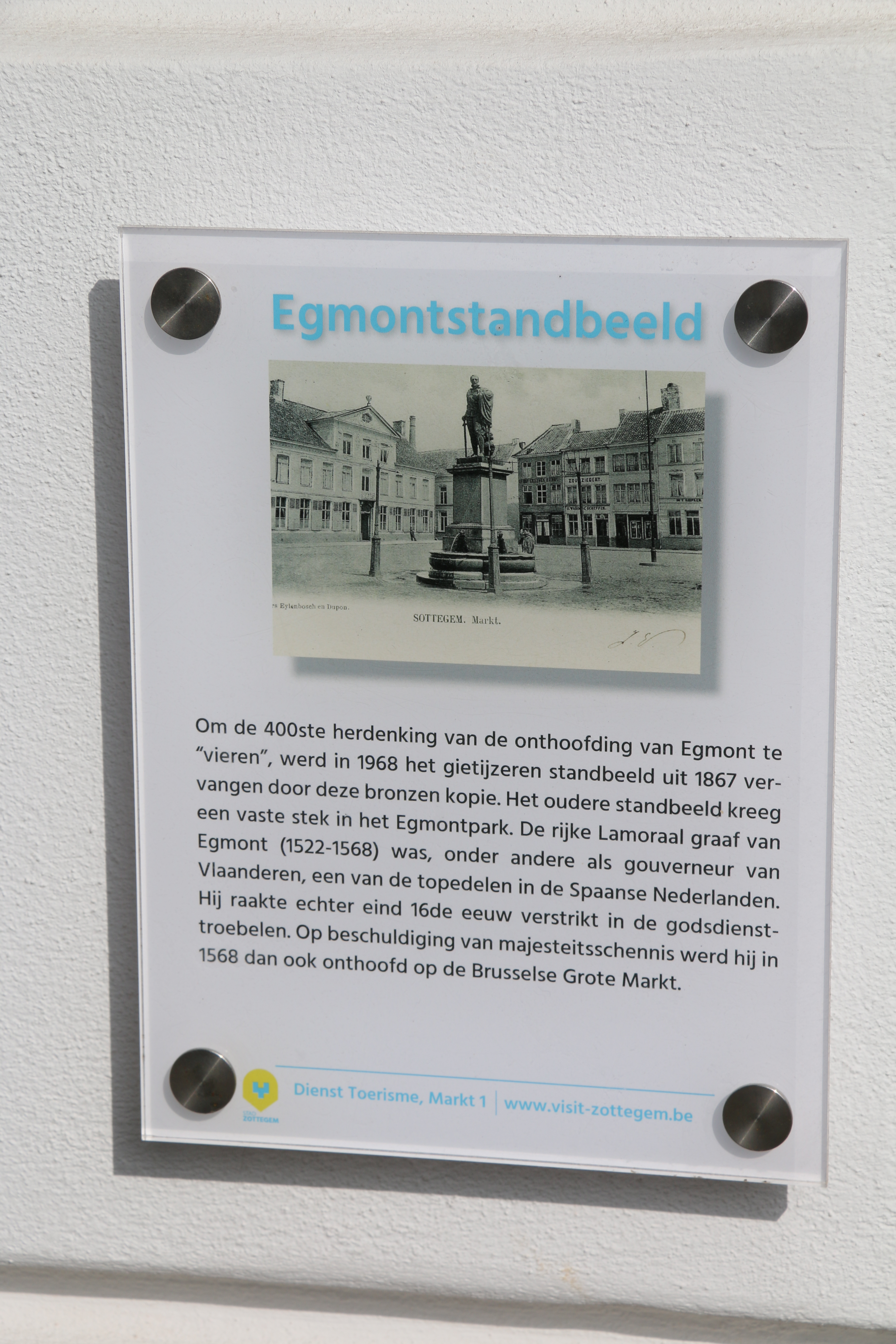
Panneau d'information à Zottegem
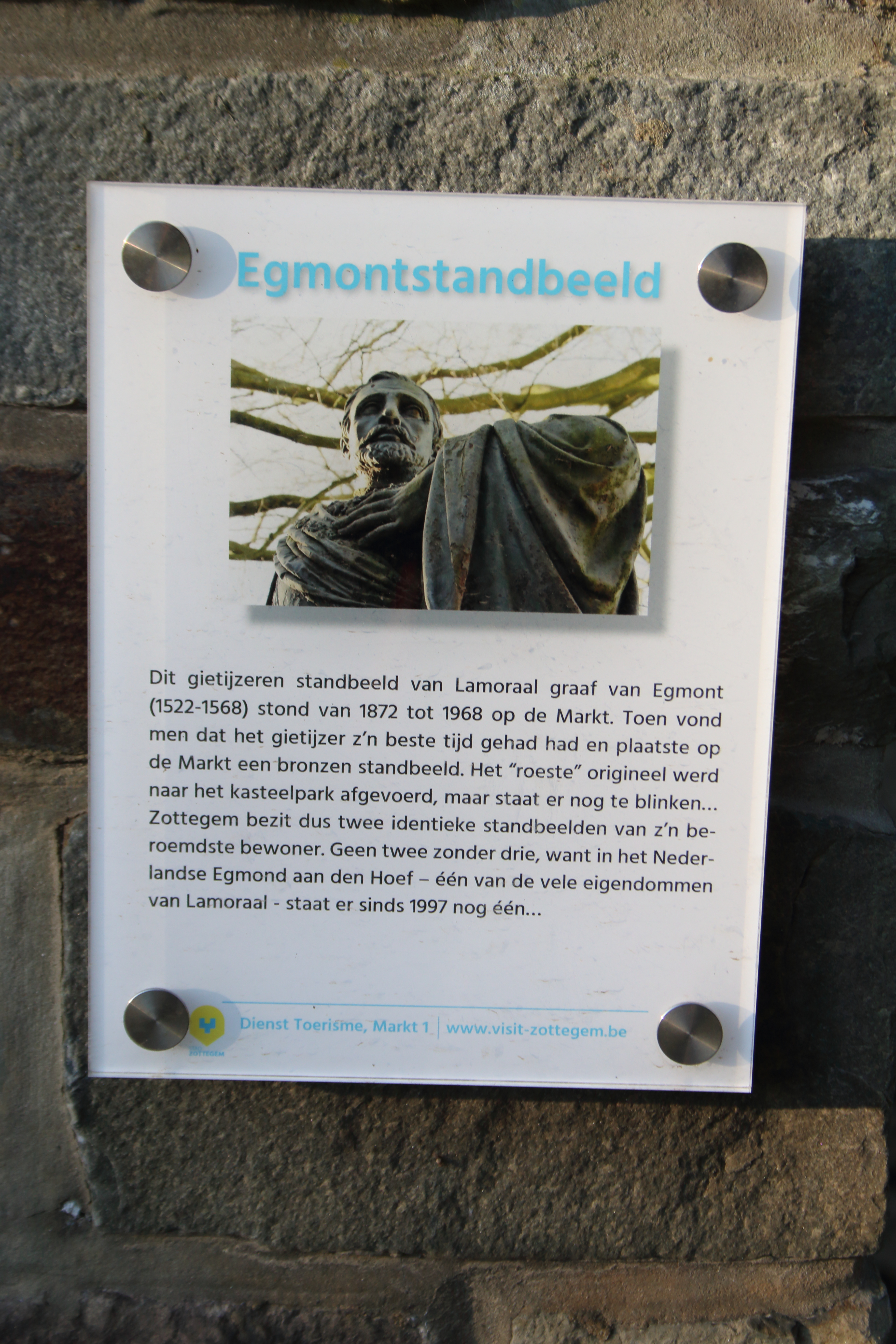
Panneau d'information au parc d'Egmont

## Commémoration
Le 5 juin 2018, une cérémonie commémorative officielle avec dépôt de gerbes a eu lieu simultanément au pied de la statue de Zottegem et de celle d'Egmond aan den Hoef pour commémorer le 450e anniversaire de la décapitation d'Egmont (nl),.